# Sportivul anului în Republica Moldova
Sportivul anului în Republica Moldova este un premiu oferit anual, începând din 2005, celui mai bun sportiv din Republica Moldova. Ceremonia de premiere are loc la „Gala Sportului”, organizată de Ministerul Tineretului și Sportului al Republicii Moldova. În paralel, un premiu cu un titlu identic este oferit și de Asociația Presei Sportive din Moldova.

## Câștigători
| An   | Sportivul anului | Sport        |  | Sportiva anului  | Sport                |
| ---- | ---------------- | ------------ |  | ---------------- | -------------------- |
| 2005 | Alexandru Bratan | Haltere      |  |                  |                      |
| 2006 | ?                | ?            |  |                  |                      |
| 2007 | Igor Bour        | Haltere      |  |                  |                      |
| 2008 | Veaceslav Gojan  | Box          |  |                  |                      |
| 2009 | Igor Grabucea    | Haltere      |  | Cristina Iovu    | Haltere              |
| 2010 | Andrei Perpeliță | Lupte libere |  |                  |                      |
| 2011 | Sergiu Toma      | Judo         |  | Zalina Marghieva | Aruncarea ciocanului |
| 2012 | Anatol Cîrîcu    | Haltere      |  | Cristina Iovu    | Haltere              |
| 2013 | Oleg Sîrghi      | Haltere      |  | Emilia Budeanu   | Lupte libere         |
| 2014 | Mihai Sava       | Lupte libere |  |                  |                      |